# 1966 en Bretagne
 Chronologie de la Bretagne
- 1962
- 1963
- 1964
- 1965
- 1966
- 1967
- 1968
- 1969
- 1970

Cette page recense des événements qui se sont produits durant l'année 1966 en Bretagne.

## Société

### Éducation
- Création de l'École nationale de médecine à Brest[1].

### Naissance
- 2 octobre : Clet Abraham, artiste.

## Infrastructures

### Constructions
- 26 novembre : l'usine marémotrice de la Rance est inaugurée en Ille-et-Vilaine.